# Angelicin
Angelicin (auch Isopsoralen) ist ein sekundärer Pflanzenstoff aus der Gruppe der Furocumarine. Angelicin ist die Stammverbindung der Furocumarine vom Angelicin-Typ, die sich durch ihr gewinkeltes (anguläres), kondensiertes, heterocyclisches Grundgerüst von den isomeren Furocumarinen des Psoralen-Typs, mit linearem Grundgerüst unterscheiden.

## Struktur
Die Grundstruktur des Angelicins leitet sich vom Cumarin ab, indem der Benzolring des Cumarins über die Ringatome C7 und C8 mit einem Furanring kondensiert ist. Das Sauerstoffatom des Furanrings ist wie beim isomeren Psoralen über C7 gebunden. Vgl. die unten beschriebene Biosynthese beider Verbindungen ausgehend von Umbelliferon (7-Hydroxycumarin).
Angelicin wurde erstmals 1933 neben dem isomeren Psoralen als Iso-Psoralen aus den Samen von Psoralea corylifolia isoliert. Die Struktur von Angelicin wurde 1934 anhand von Material, das aus den Wurzeln der Arznei-Engelwurz (Angelica archangelica) isoliert wurde, aufgeklärt und die Identität von dem aus Psoralea corylifolia isolierten Iso-Psoralen und dem aus der Arznei-Engelwurz (Angelica archangelica) isolierten Angelicin entdeckt.
Natürlich vorkommende Derivate von Angelicin sind u. a.:
- Isobergapten (5-Methoxyangelicin)[S 1]
- Sphondin (6-Methoxyangelicin)[S 2]
- Pimpinellin (5,6-Dimethoxyangelicin)

(vgl. auch die Übersicht im Artikel zu Furocumarinen)

## Biosynthese
Die Biosynthese erfolgt ausgehend von Umbelliferon (7-Hydroxycumarin) durch Isoprenylierung an C8 unter Bildung von Osthenol. Anschließend erfolgt Ringschluss zu (+)-Columbianetin und danach Eliminierung von Isopropanol bzw. Aceton und Wasserstoff unter Bildung der C–C-Doppelbindung des Furanrings. Die Bildung des isomeren Psoralens erfolgt ebenfalls ausgehend von Umbelliferon durch Isoprenylierung von C6 statt C8 und analoge Folgeschritte wie bei der Biosynthese von Angelicin.

## Biologische Funktion
Angelicin, wie auch andere Furocumarine, dient Pflanzen als Fraßschutz gegenüber Insekten. Dabei wurde hinsichtlich dem Ritterfalter Papilio polyxens gefunden, dass das gewinkelte Furocumarin Angelicin gegenüber dem linearen Furocumarin Xanthotoxin die Wachstumsrate der Raupen und die Fertilität des Schmetterlings stärker reduziert.

## Vorkommen

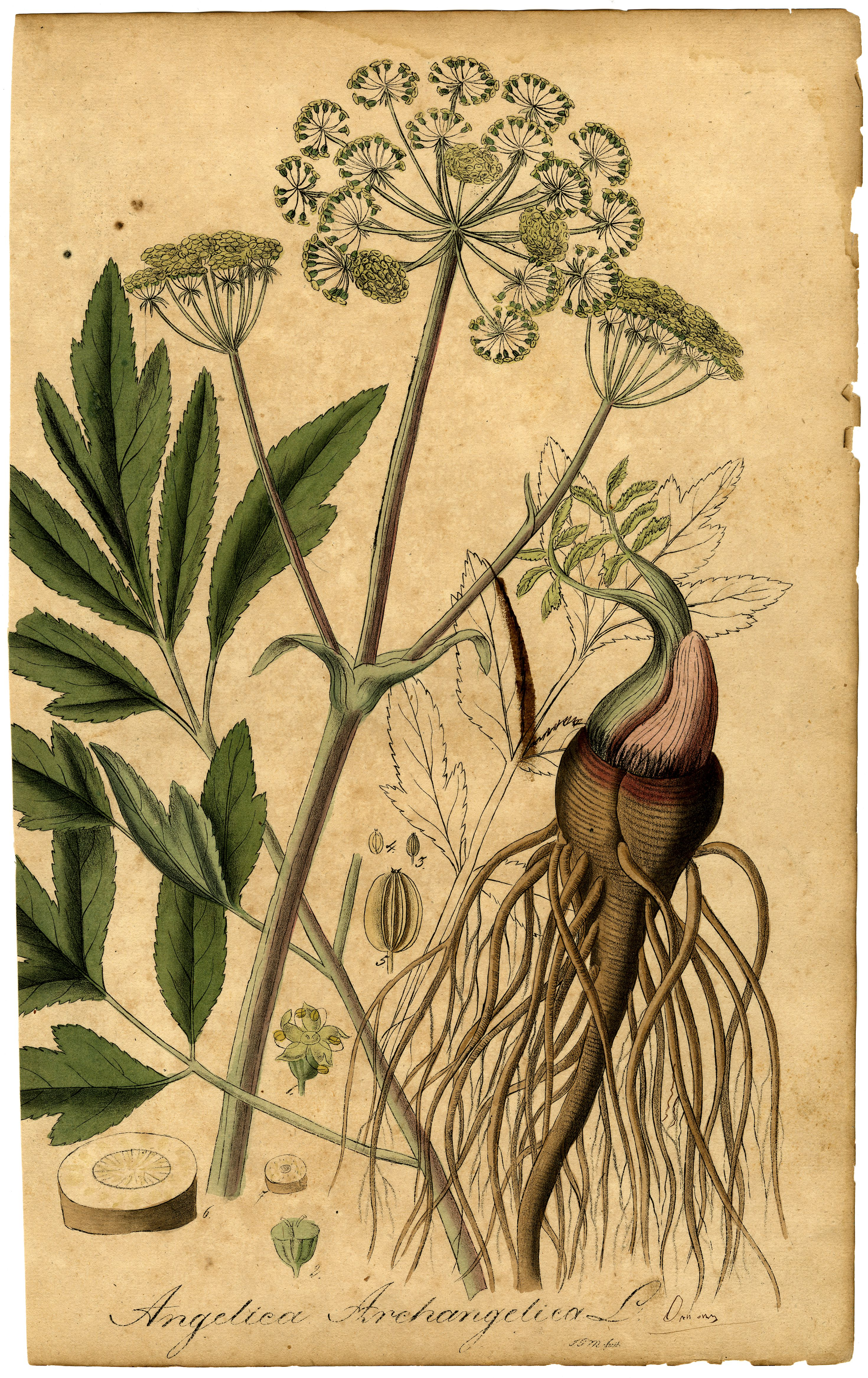
Illustration der Arznei-Engelwurz

Angelicin kommt in der Familie der Doldenblütler u. a. in der Gattung Engelwurzen (Angelica) (z. B. in der Arznei-Engelwurz (Angelica archangelica) und der Wald-Engelwurz (Angelica sylvestris), in der Gattung Bärenklau (Heracleum) und in der Gattung Pastinaken (Pastinaca), z. B. in der Pastinake (Pastinaca sativa)) vor. Außerdem wurde Angelicin auch in Hülsenfrüchtlern, z. B. in Psoralea corylifolia und dem Gewöhnlichen Asphaltklee (Bituminaria bituminosa) und in Maulbeergewächsen, z. B. der Echten Feige (Ficus carica), gefunden.

## Externe Links zu erwähnten Verbindungen
1. ↑  Externe Identifikatoren von bzw. Datenbank-Links zu Isobergapten:  CAS-Nr.: 482-48-4, EG-Nr.: 683-112-8, ECHA-InfoCard: 100.208.630, PubChem: 68082, ChemSpider: 61394, Wikidata: Q27155416.
2. ↑  Externe Identifikatoren von bzw. Datenbank-Links zu Sphondin:  CAS-Nr.: 483-66-9, PubChem: 108104, ChemSpider: 97199, Wikidata: Q27155414.
3. ↑  Externe Identifikatoren von bzw. Datenbank-Links zu Osthenol:  CAS-Nr.: 484-14-0, PubChem: 5320318, ChemSpider: 4478430, Wikidata: Q27155413.
4. ↑  Externe Identifikatoren von bzw. Datenbank-Links zu Columbianetin:  CAS-Nr.: 1147-29-1, EG-Nr.: 683-146-3, ECHA-InfoCard: 100.208.661, PubChem: 150888, ChemSpider: 132991, Wikidata: Q27126979.